# Sabre (escrime)
Pour les articles homonymes, voir Sabre (homonymie).

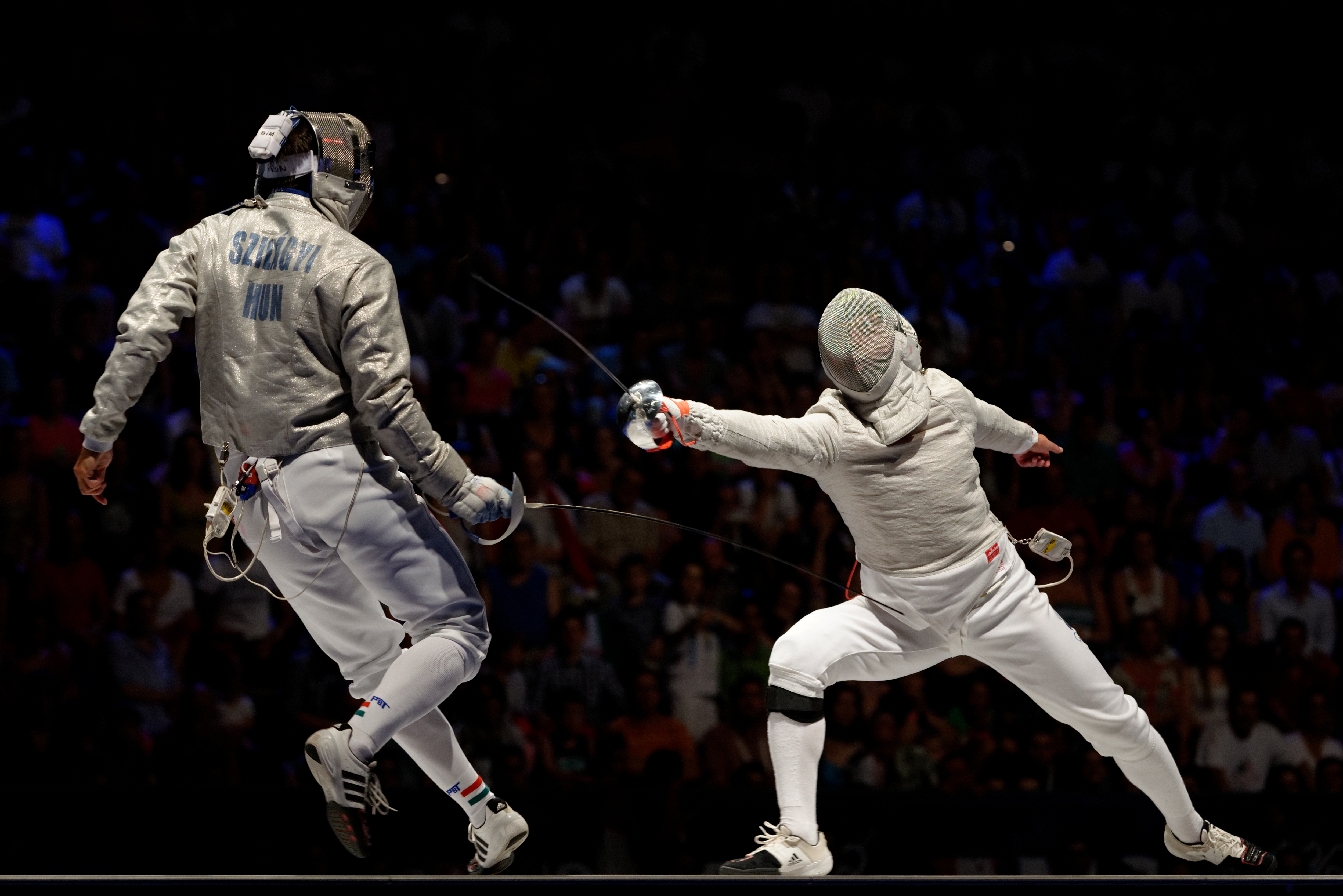
Assaut de sabre entre le Russe Kovalev et le Hongrois Szilagyi

Le sabre est une des trois armes de l'escrime (avec l'épée et le fleuret).
Le sabre diffère des deux autres armes car il est possible de toucher avec autre chose que la pointe de la lame : c’est une arme d'estoc, de taille et de contre-taille (ou de pointe, de tranchant et de contre tranchant).
Comme le fleuret, le sabre est une arme conventionnelle c'est-à-dire qui répond à des règles de priorité afin de déterminer la priorité d’attaque et donc lequel des deux tireurs marquera le point.
Le sabre a été la dernière arme à passer à l'utilisation d'un équipement électrique afin de faciliter la matérialisation de la touche. Ce fut fait à partir de 1988 soit 31 ans après le fleuret et 52 ans après l’épée.

## L’arme
Le sabre est une arme d’estoc, de taille et de contre taille. Les coups sont donc portés par le tranchant, le plat ou le dos de la lame.
Le sabre a une longueur maximum de 105 cm pour un poids n’excédant pas 500 grammes.
La lame (2) fait 88 cm de long. Elle est quadrangulaire avec une taille minimum de 4 mm sur 1,2 mm. L’extrémité de la lame (le bouton) (1) est recroquevillée afin de ne pas être dangereuse. La lame peut être (au choix du tireur) courbée. Cette courbure doit être continue et ne pas dépasser une flèche de 4 cm.
La garde du sabre est composée de quatre éléments : la poignée (5), le pommeau (6), la garde (ou capuce au sabre) (3) et le coussinet (4). La coquille diffère largement de celle employée au fleuret et à l’épée. Elle enveloppe la main armée afin de la protéger des coups (la main armée n'est plus une surface valable). La coquille fait au maximum 15 cm sur 14 cm.

## La pratique du sabre

### La matérialisation des touches

En rouge, aire de touche au sabre

La surface valable correspond à tout ce qui se situe au-dessus de la ceinture (tronc, tête et bras).
Le sabre étant une arme électrique, le tronc et les bras sont recouverts d’une veste conductrice. La tête est protégée par un masque conducteur et le poignet et la moitié de l’avant bras d’une manchette elle aussi conductrice. Ces trois éléments sont reliés électriquement à l’appareil de contrôle des touches. Le contact entre la lame de l’adversaire et l’un de ces trois éléments provoque l’activation d’une lampe verte ou rouge en fonction de la place du tireur.

### La convention
La convention du sabre a été adoptée à Paris le 13 juin 1914 par la commission de Sabre de la Fédération internationale d’escrime sous la présidence du Hongrois Bela Nagy.
Le sabre (comme le fleuret) est une arme conventionnelle. Contrairement à l’épée, le tireur qui touche en premier n’est pas obligatoirement celui qui emporte le point. La touche se donne selon un principe de priorité. Le tireur qui exécute correctement l’attaque (c'est-à-dire l’action offensive initiale) a la priorité sur toute autre action et emporte donc le point. Le tireur attaqué n’a d’autre solution que de parer l’attaque et de riposter ou de profiter d’une mauvaise exécution de l’attaque pour reprendre la priorité. Il peut aussi tenter une action sur le fer adverse pour reprendre la priorité à condition que cette action soit exécutée sur le tiers supérieur de la lame. En cas de touche simultanée aucun point n’est enregistré.
Les déplacements sur la piste d’escrime sont identiques à ceux de l’épée et du fleuret, à la différence notable que le croisement des jambes (passe avant) est interdit y compris lors de la flèche.

### Évolutions du règlement
Les règles du sabre ont évolué au cours du temps et continuent à évoluer aujourd'hui. L'électrification du sabre en 1988 a notamment entraîné le besoin de modification de règles comme la prise en compte des coups du plat de la lame ou l'interdiction de la passe avant en 1994.
Pour l'année 2016, des essais d'une nouvelle règle ont été décidés par la FIE. Cette règle consiste en une réduction de la distance de mise en garde (l'arbitre fait placer chacun des deux combattants de telle sorte que le pied arrière soit à 2 mètres de la ligne médiane de la piste, c'est-à-dire devant la ligne de mise en garde). Les essais se déroulent sur une période débutant après les Jeux olympiques de Rio jusqu'au 31 décembre 2016. Selon les avis de la Commission ad hoc, le Comité exécutif décidera si la règle sera appliquée pour le reste de la saison 2016-2017. Un autre changement a été adopté, consistant en un allongement du temps de signalisation d'une touche postérieure (de 120 à 170 ms).

### Les qualités requises

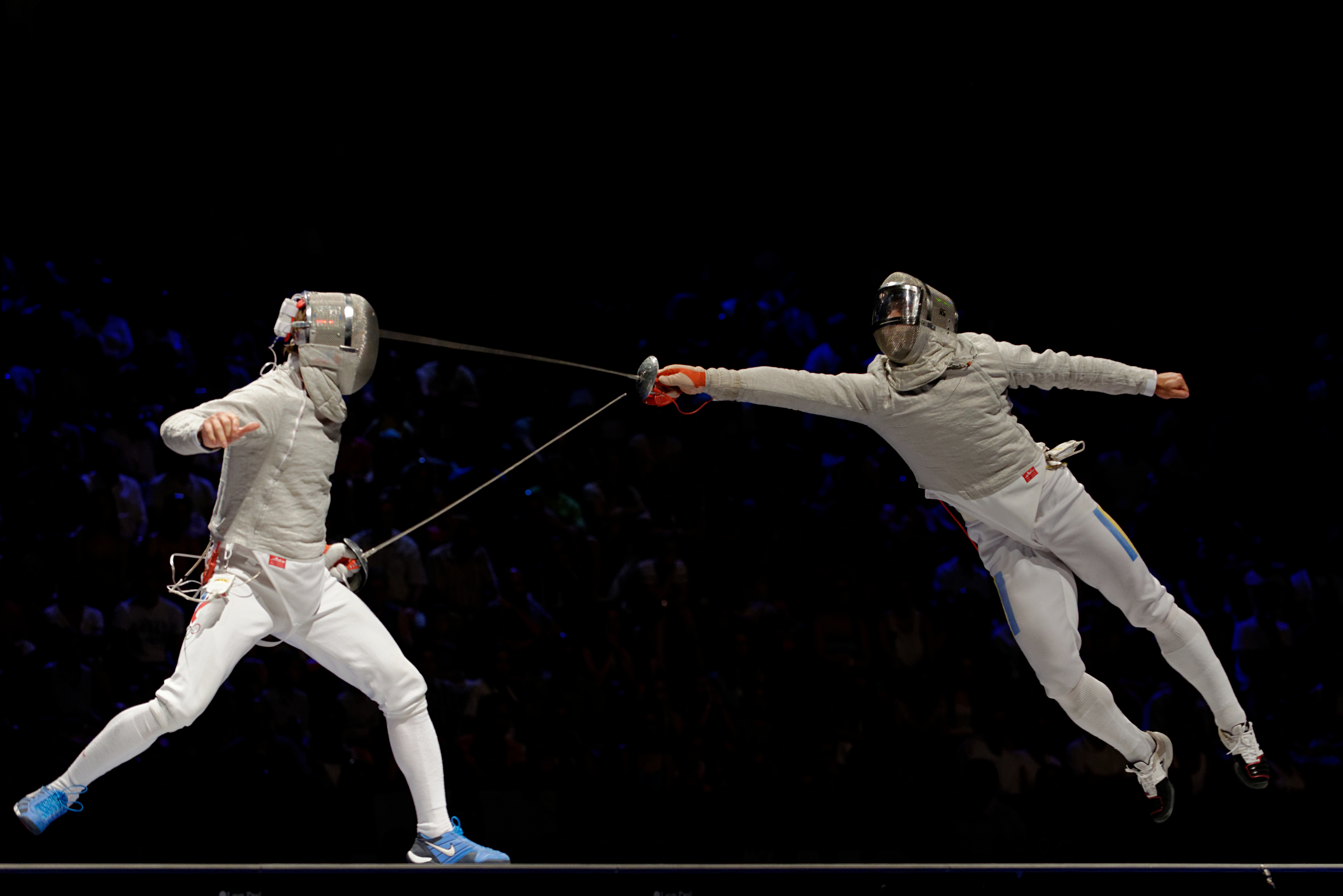
Tiberiu Dolniceanu (à droite) attaque en flèche volante (flunge) Veniamin Reshetnikov (à gauche) en demi-finale des championnats du monde d'escrime 2013

Sur le plan de la motricité (énergie, coordination, etc.), cette arme exige beaucoup de puissance statique et explosive au niveau des membres inférieurs, ainsi qu'une dissociation inter-segmentaire complexe, les mouvements des membres inférieurs étant souvent difficiles à coordonner avec le bras armé, spécialement dans les phases de techniques en mouvement comme les contretemps exécutés en rompant, ou certaines actions au fer exécutées en marche et fente, par exemple.
Au niveau cognitif, le sabreur doit mettre en jeu des compétences et des habiletés perceptivo-décisionnelles souvent très complexes, et soumises à une très forte pression temporelle. Il doit observer, analyser et décider très vite d'un projet d'action adaptable en cours de préparation de l'action (défensive ou offensive), ou à la fin de cette action (si elle est, par exemple, parée, ou « dans le vide »). Ces compétences et habiletés sont en fait fortement mobilisées dans toutes les armes, mais surtout au sabre et au fleuret.
Sur le plan nerveux, la pratique de cette arme soumet le sabreur à une très grande tension, la touche dépendant beaucoup de la phrase d'armes analysée par l'arbitre, lequel peut parfois, par exemple, confondre une parade-riposte avec une action au fer ou accorder un temps d'escrime à une contre-attaque lorsque celle-ci arrive pourtant trop tard. Et les réactions d'agressivité, manifestées par des cris après les touches, sont très fréquentes à presque tous les niveaux de pratique. L'expression de cette agressivité était encore plus grande avant que l'arme ne soit électrifiée, avec la touche soumise totalement à l'appréciation humaine, et lorsque le règlement autorisait non seulement les passes avant, mais permettait au sabreur de temporiser en restant le bras en ligne, ces paramètres ne faisant que décupler la tension nerveuse des protagonistes. Les sabreurs doivent surtout développer des qualités d'offensive et de contre-offensive, ainsi qu'une très grande appréciation de la distance d'affrontement et du « timing », particulièrement dans les contre-attaques et les actions de parade-riposte en seconde intention.

### Gagner un assaut
Pour gagner un assaut en poule (première partie de la compétition ) le sabreur doit gagner 5 points (1 touche donne un point). En tableau éliminatoire et en finale, il doit marquer 15 touches avec une pause lorsque l'un des tireurs atteint 8 points.
Au sabre contrairement aux autres armes, un assaut n'est pas limité dans le temps. De plus les assauts sont généralement très vifs et donc rapides.

## Sabreurs célèbres
- Cécile Argiolas
- Yana Egorian
- Vasil Etropolski
- Aladar Gerevich
- Pál Kovács
- Viktor Krovopouskov
- Jean-François Lamour
- Vladimir Naslymov
- Jerzy Pawlowski
- Ève Pouteil-Noble
- Stanislav Pozdniakov
- Viktor Sidjak
- Damien Touya
- Rudolf Kárpáti
- Áron Szilágyi